# 杨宜勇
杨宜勇（1963年10月—），湖北宜都人，中华人民共和国学者、政治人物，任国家发展和改革委员会社会发展研究所所长、教授。

## 生平
1963年10月生于湖北省宜都市。早年毕业于清华大学机械工程系，获工学学士学位。后进入首都经济贸易大学劳动经济系，获经济学硕士。2000年，进入中国人民大学劳动人事学院，获博士学位，后在中国社会科学院做研究，担任国家发展和改革委员会经济研究所副所长、社会发展研究所所长。
2012年，其发布的“中华民族伟大复兴进程监测评价指标体系构建及其监测”中称中国已经完成民族复兴任務“62%”，并称其研究发现中国将与2049年实现全部“民族复兴”、中国将进入“世界第一”；此举所体现的过度乐观的数据与日益严峻的社会矛盾形成鲜明对比，因此受到全国舆论与民众的批判与揶揄。
此外，杨宜勇还曾建议引进外国移民来弥补中国国内劳动人口不足的问题。